# Llandudno FC
Llandudno FC (vollständiger Name aus marketingtechnischen Gründen: MBi Llandudno Football Club) ist ein walisischer Fußballverein aus Llandudno, der aktuell in der Welsh Premier League spielt.

## Geschichte
Die Ursprünge des Vereins liegen im Jahre 1878. Seine Spiele trägt er heute im 1.073 Zuschauer fassenden Maesdu Park aus.
Bis zur zwischenzeitlichen Auflösung spielte der Verein in regionalen walisischen Ligen, also nicht wie einige andere walisische Teams in englischen Ligen. Nach einigen Jahren ohne Spielbetrieb wurde der Verein neu geformt und schließlich offiziell 1988 neu gegründet.
Nachdem die Mannschaft 2015 die zweitklassige Cymru Alliance gewonnen hatte, startete sie 2015/16 erstmals in der Welsh Premier League und wurde in der ersten Saison direkt Dritter, was mit dem Einzug in die UEFA Europa League 2016/17 verbunden war.

## Europapokalbilanz
| Saison  | Wettbewerb         | Runde                  | Gegner       | Gesamt | Hin     | Rück    |
| ------- | ------------------ | ---------------------- | ------------ | ------ | ------- | ------- |
| 2016/17 | UEFA Europa League | 1. Qualifikationsrunde | IFK Göteborg | 1:7    | 0:5 (A) | 1:2 (H) |

Gesamtbilanz: 2 Spiele, 2 Niederlagen, 1:7 Tore (Tordifferenz −6)

## Erfolge
Der Verein gewann einige Titel. Hauptsächlich handelt es sich dabei um regionale walisische Ligen.
- Cymru Alliance: 2015
- Welsh League (Nord): 1936, 1937
- North Wales Combination FA Cup: 1926
- Welsh National League (Nord): 1923
- Welsh National League (Nord): 1930
- North Wales Amateur Cup: 1929, 1948, 1962
- Alves Cup: 1951
- Cookson Cup: 1965